# Fogliame autunnale

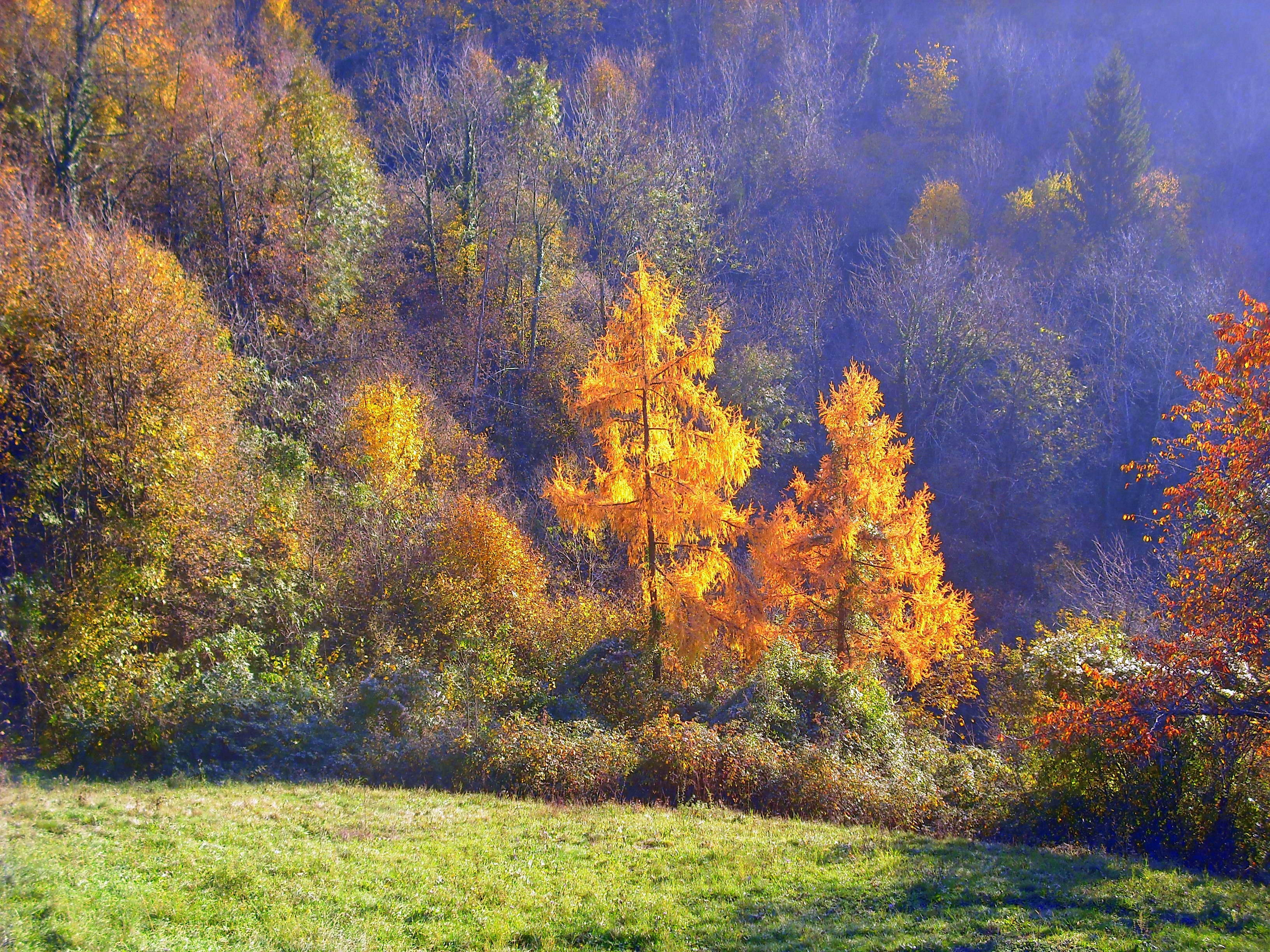
Colori autunnali a Cornalba (BG)

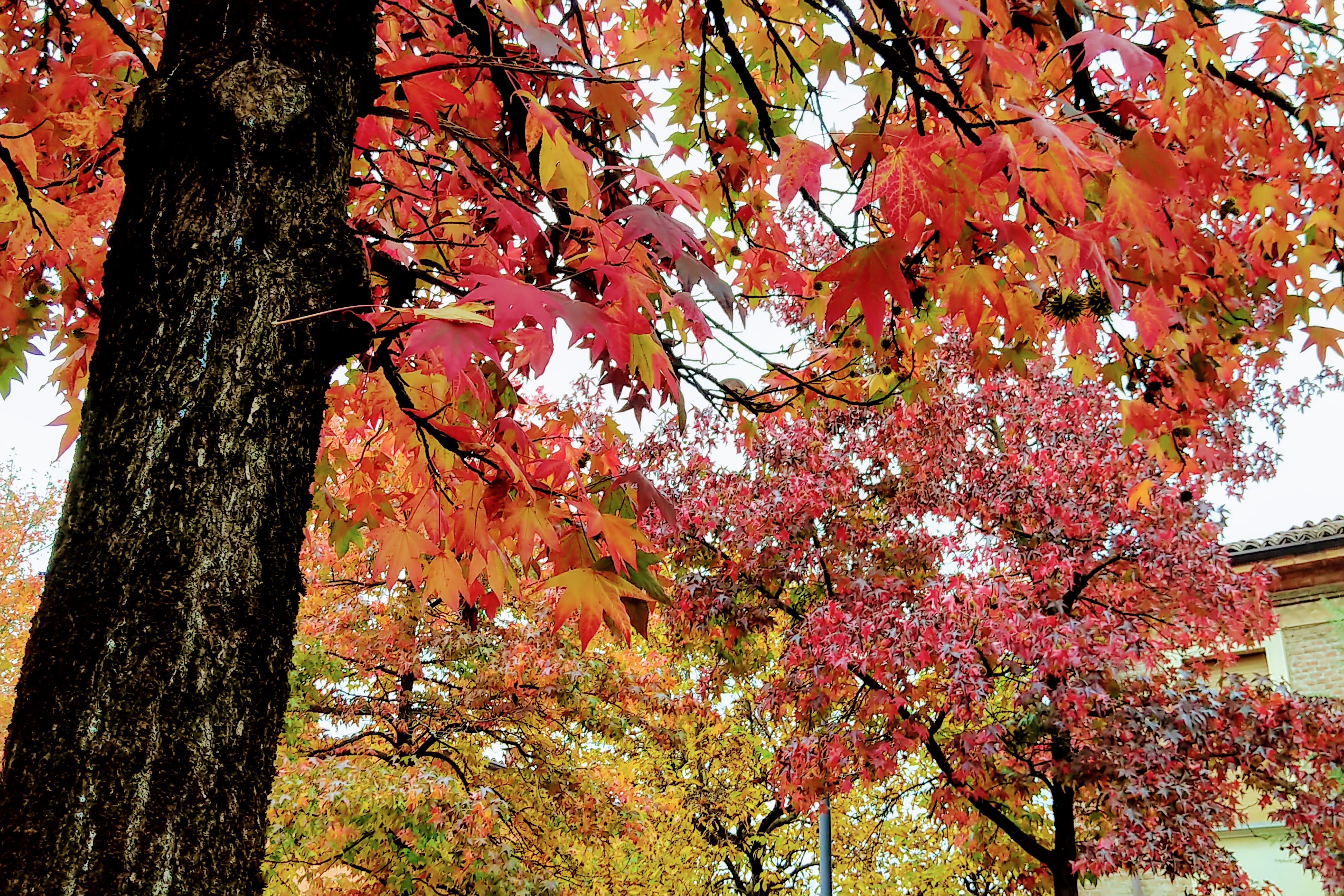
Colori autunnali a Piacenza

Il fogliame autunnale vede le normali foglie verdi di molti alberi e arbusti decidui assumere, durante alcune settimane nella stagione autunnale, varie tonalità di giallo, arancione, rosso, viola e marrone. Il fenomeno, a cui spesso si fa riferimento con la parola in lingua inglese foliage, dà origine ai noti colori autunnali.
In alcune zone del Canada e degli Stati Uniti, il turismo della "stagione dei colori", è un importante contributo all'attività economica. Questa attività turistica si verifica tra l'inizio dei cambi di colore e l'inizio della caduta delle foglie, di solito tra settembre e ottobre nell'emisfero settentrionale e da aprile a maggio nell'emisfero meridionale.

## Clorofilla e cambio di colorazione
Nella stagione estiva il fogliame è verde per via della presenza di un particolare pigmento, la clorofilla. Alla fine dell'estate, in risposta a segnali ambientali quali il freddo e la diminuzione della durata del giorno, le nervature che permettono il trasporto di fluidi da e verso la foglia vengono progressivamente ostruite da uno strato di cellule fellogene. È a partire da questo punto che, successivamente, la foglia si staccherà (fenomeno dell'abscissione). L'afflusso di acqua e sali minerali si riduce quindi rapidamente; contemporaneamente, il livello di clorofilla presente all'interno delle cellule della foglia diminuisce progressivamente, segnando il cambiamento di colorazione del fogliame precedente alla loro caduta.

## Turismo

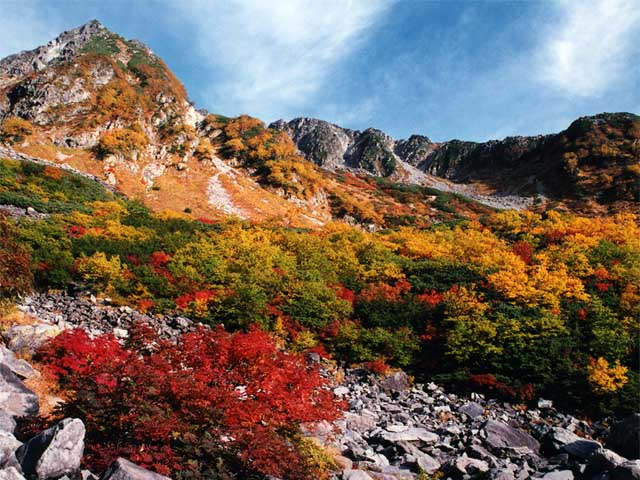
Colorazioni autunnali sulle Alpi giapponesi

Sebbene si verifichi una colorazione autunnale ovunque si trovino alberi decidui, il fogliame autunnale più colorato si trova nell'emisfero settentrionale, con regioni che includono: la maggior parte del Canada meridionale continentale; alcune aree del nord degli Stati Uniti; Nord Europa e l'Europa occidentale a nord delle Alpi; la regione russa del Caucaso vicino al Mar Nero; e l'Asia orientale (compresa gran parte della Cina  settentrionale e orientale, nonché Corea e Giappone.
Nell'emisfero meridionale, si può osservare fogliame autunnale colorato in: Argentina meridionale e Cile; le regioni del sud e sud-est del Brasile; Australia sud-orientale (compresa la Tasmania); e gran parte della Nuova Zelanda (in particolare l'Isola del Sud).